# Джонсон, Томми (футболист, 1901)
Томас Кларк Фишер Джонсон (англ. Thomas Clark Fisher Johnson; 19 августа 1901, Долтон-ин-Фернесс, Камбрия — 28 января 1973, Манчестер, Ланкашир), более известный как Томми Джонсон (англ. Tommy Johnson) — английский футболист, нападающий. Известен по выступлениям за клубы «Манчестер Сити», «Эвертон», «Ливерпуль» и «Дарвен», а также за национальную сборную Англии. С 1929 по 2023 год ему принадлежал рекорд по наибольшему числу голов, забитых игроком «Манчестер Сити» на протяжении одного сезона (38 голов в сезоне 1928/29).

## Клубная карьера
Уроженец Далтона-ин-Фернесс (графство Ланкашир), после окончания школы Джонсон работал подмастерьем на местной верфи, параллельно играя в футбол за местные команды «Далтон Атлетик» и «Далтон Кэжуалз». В 1919 году подписал профессиональный контракт с клубом «Манчестер Сити». Его рекомендовал защитник «Сити» Илай Флетчер, который даже угрожал уйти из «Манчестер Сити», если клуб не подпишет Джонсона. 22 февраля 1919 года Джонсон дебютировал за «Сити» в матче военной лиги против «Блэкберн Роверс», отметившись забитым мячом. Спустя две недели в игре против «Порт Вейл» Джонсон сделал хет-трик. Официальный дебют Джонсона за «Сити» состоялся 18 февраля 1920 года в матче Первого дивизиона против «Мидлсбро»: игра завершилась победой «Манчестер Сити» со счётом 2:0, Джонсон забил оба гола.
Начиная с сезона 1922/23 стал регулярным игроком основного состава «Сити». В 1923 году «Манчестер Сити» сменил домашний стадион с «Хайд Роуд» на «Мейн Роуд». Джонсон забил в первом матче «Сити» на «Мейн Роуд» в игре против «Шеффилд Юнайтед».
В сезоне 1925/26 Джонсон помог «Сити» дойти до финала Кубка Англии, забивая в каждом раунде за исключением финала, в котором его команда проиграла клубу «Болтон Уондерерс». В четвертьфинале Кубка Англии он сделал хет-трик в ворота клуба «Клэптон Ориент». Также по итогам сезона 1925/26 «Сити» выбыл во Второй дивизион.
В сезоне 1927/28 «Сити» выиграл Второй дивизион и вернулся в Первый дивизион. В сезоне 1928/29 Джонсон забил 38 голов в 39 матчах Первого дивизиона, что стало клубным рекордом «Манчестер Сити», продержавшимся 94 года (рекорд был побит в 2023 году норвежцем Эрлингом Холанном.
В марте 1930 года руководство «Манчестер Сити» решило, что Джонсон прошёл свой пик формы и решило продать его в «Эвертон» за 6000 фунтов. Продажа Джонсона вызвала массовое недовольство болельщиков «Сити»: посещаемость клубных матчей упала на 7000. Всего Джонсон провёл за «Манчестер Сити» 354 матча и забил 166 голов, в том числе 158 голов в лиге. 158 голов в лиге было рекордным показателем для игрока «Манчестер Сити», который затем повторил Эрик Брук, а в 2019 году этот рекорд превзошёл Серхио Агуэро.
В «Эвертоне» Джонсон играл в связке с легендарным Дикси Дином. По итогам сезона 1930/31 «ириски» выиграли Второй дивизион, выйдя в Первый дивизион, и сразу же выиграли его, став чемпионами Англии в сезоне 1931/32. В сезоне 1932/33 «Эвертон» выиграл Кубок Англии, обыграв в финале «Манчестер Сити» со счётом 3:0. Это был первый финал Кубка Англии, в котором у игроков появились номера на футболках. Джонсон сыграл его с номером «10» на спине. Всего провёл за «ирисок» 161 матч и забил 65 голов.
2 марта 1934 года перешёл в «Ливерпуль», который боролся за право остаться в Первом дивизионе, выиграв 1 матч из 17. После перехода Джонсона «Ливерпуль» выиграл 6 матчей из 11 и сохранил за собой место в высшем дивизионе. По окончании сезона 1935/36 покинул клуб, проведя за него в общей сложности 38 матчей и забив 8 голов. Свой последний гол забил в игре против «Гримсби Таун» 14 сентября 1935 года, а последний матч провёл против «Престон Норт Энд» 11 апреля 1936 года.
С 1936 по 1939 год выступал за «Дарвен» в Комбинации Ланкашира (Lancashire Combination), где был играющим тренером.

## Карьера в сборной
24 мая 1926 года Джонсон дебютировал за национальную сборную Англии в товарищеском матче против сборной Бельгии, отметившись в нём забитым мячом.
Всего провёл за сборную 5 матчей и забил 5 голов. Дважды выигрывал Домашний чемпионат Великобритании.

### Матчи за сборную
| № | Дата            | Стадион                                   | Соперник  | Результат | Голы Джонсона | Турнир                     |
| - | --------------- | ----------------------------------------- | --------- | --------- | ------------- | -------------------------- |
| 1 | 24 мая 1926     | «Олимпийский стадион», Антверпен, Бельгия | Бельгия   | 5:3       | 52′           | Товарищеский матч          |
| 2 | 20 ноября 1929  | «Стэмфорд Бридж», Лондон, Англия          | Уэльс     | 6:0       | 12′ 65′       | Домашний чемпионат 1929/30 |
| 3 | 9 декабря 1931  | «Хайбери», Лондон, Англия                 | Испания   | 7:1       | 8′ 76′        | Товарищеский матч          |
| 4 | 9 апреля 1932   | «Уэмбли», Лондон, Англия                  | Шотландия | 3:0       |               | Домашний чемпионат 1931/32 |
| 5 | 17 октября 1932 | «Блумфилд Роуд», Блэкпул, Англия          | Ирландия  | 6:2       | 60′ 85′       | Домашний чемпионат 1932/33 |

Итого: 5 матчей, 5 голов; 5 побед, 0 ничьих, 0 поражений.

## Достижения

### Командные достижения
«Манчестер Сити»
- Победитель Второго дивизиона: 1927/28
- Финалист Кубка Англии: 1925/26

«Эвертон»
- Чемпион Англии: 1931/32
- Победитель Второго дивизиона: 1930/31
- Обладатель Кубка Англии: 1932/33

Сборная Англии
- Победитель Домашнего чемпионата Великобритании (2): 1929/30, 1931/32

### Личные достижения
- Включён в Зал славы футбольного клуба «Манчестер Сити»: 2004
- Включён в Зал славы футбольного клуба «Эвертон»: 1996

## После завершения карьеры
Управлял пабом Woodman Inn в Стокпорте, а затем пабом Crown Inn в Гортоне (Манчестер).
Умер в Манчестере 28 января 1973 года в возрасте 71 года. В 1977 году улица в Манчестере неподалёку от стадиона «Мейн Роуд» была названа в его честь — Tommy Johnson Walk.

## Статистика выступлений
| Клуб             | Сезон            | Лига | Лига | Кубок | Кубок | Прочие | Прочие | Итого | Итого |
| Клуб             | Сезон            | Игры | Голы | Игры  | Голы  | Игры   | Голы   | Игры  | Голы  |
| ---------------- | ---------------- | ---- | ---- | ----- | ----- | ------ | ------ | ----- | ----- |
| Манчестер Сити   | 1919/20          | 10   | 5    | 0     | 0     | −      | −      | 10    | 5     |
| Манчестер Сити   | 1920/21          | 12   | 5    | 0     | 0     | −      | −      | 12    | 5     |
| Манчестер Сити   | 1921/22          | 20   | 5    | 3     | 0     | −      | −      | 23    | 5     |
| Манчестер Сити   | 1922/23          | 35   | 14   | 1     | 1     | −      | −      | 36    | 15    |
| Манчестер Сити   | 1923/24          | 30   | 9    | 5     | 0     | −      | −      | 35    | 9     |
| Манчестер Сити   | 1924/25          | 41   | 12   | 1     | 0     | −      | −      | 42    | 12    |
| Манчестер Сити   | 1925/26          | 38   | 15   | 7     | 5     | −      | −      | 45    | 20    |
| Манчестер Сити   | 1926/27          | 38   | 25   | 1     | 0     | −      | −      | 39    | 25    |
| Манчестер Сити   | 1927/28          | 35   | 19   | 3     | 1     | −      | −      | 38    | 20    |
| Манчестер Сити   | 1928/29          | 39   | 38   | 1     | 0     | −      | −      | 40    | 38    |
| Манчестер Сити   | 1929/30          | 30   | 11   | 4     | 1     | −      | −      | 34    | 12    |
| Манчестер Сити   | Итого            | 328  | 158  | 26    | 8     | 0      | 0      | 354   | 166   |
| Эвертон          | 1929/30          | 10   | 4    | 0     | 0     | −      | −      | 10    | 4     |
| Эвертон          | 1930/31          | 36   | 14   | 5     | 4     | −      | −      | 41    | 18    |
| Эвертон          | 1931/32          | 41   | 22   | 1     | 0     | −      | −      | 42    | 22    |
| Эвертон          | 1932/33          | 40   | 13   | 6     | 4     | 1      | 1      | 47    | 18    |
| Эвертон          | 1933/34          | 19   | 3    | 1     | 0     | 1      | 0      | 21    | 3     |
| Эвертон          | Итого            | 146  | 56   | 13    | 8     | 2      | 1      | 161   | 65    |
| Ливерпуль        | 1933/34          | 11   | 2    | 0     | 0     | −      | −      | 11    | 2     |
| Ливерпуль        | 1934/35          | 19   | 5    | 0     | 0     | −      | −      | 19    | 5     |
| Ливерпуль        | 1935/36          | 6    | 1    | 2     | 0     | −      | −      | 8     | 1     |
| Ливерпуль        | Итого            | 36   | 8    | 2     | 0     | 0      | 0      | 38    | 8     |
| Всего за карьеру | Всего за карьеру | 510  | 222  | 41    | 16    | 2      | 1      | 553   | 239   |